# British Parliamentary Style

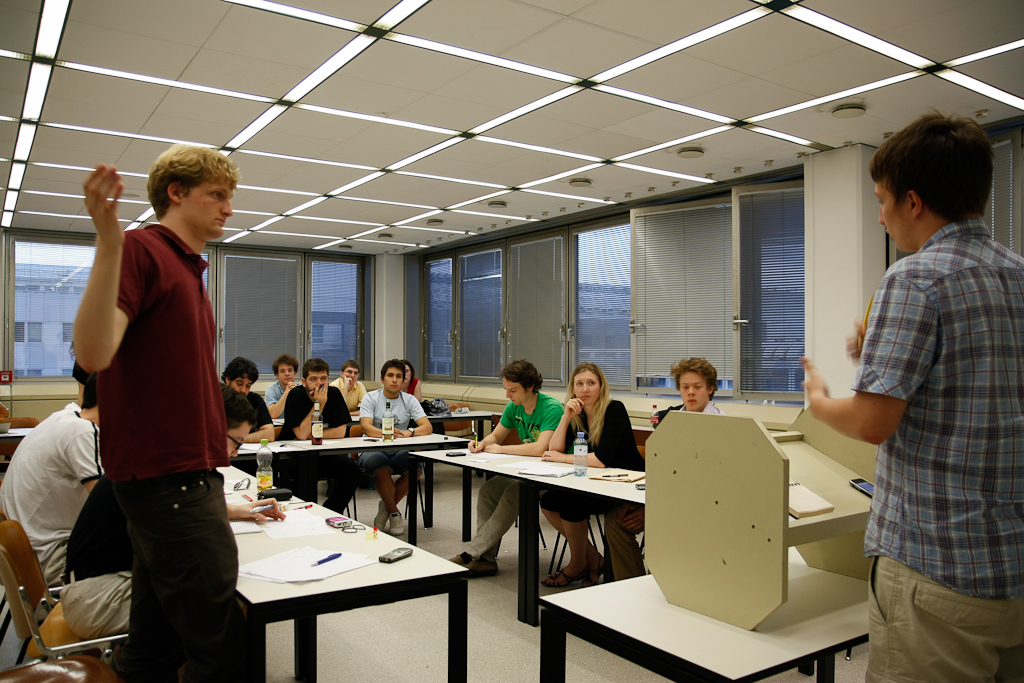
Eine BPS-Debatte im Gange. Am Wort ist der Premierminister der Debatte (rechts am Pult), der Anführer der Opposition (links) bietet eine Frage an. Direkt links vom Premierminister sitzen die Redner der Regierung, ihnen gegenüber die Opposition. Gegenüber dem Redner sitzen die Juroren der Debatte, dahinter das Publikum.

British Parliamentary Style (BPS) ist ein Format, also ein bestimmtes Regelwerk, des Debating. Dieses Format ist auf internationalen Turnieren, wie etwa Welt- und Europameisterschaften, und auch in den Debattierclubs vieler Ländern das gebräuchlichste. In Deutschland ist es neben der Offenen Parlamentarischen Debatte (OPD) das bedeutendste Format. Das Format der Deutschen Debattiermeisterschaft alterniert jährlich zwischen BPS und OPD. Eine Debatte im BPS erfordert acht Redner, die in vier Zweierteams agieren. Zwei Teams bilden dabei die Regierungsfraktion, die beiden übrigen die der Opposition. Die Vorbereitungszeit nach Bekanntgabe des Themas beträgt 15 Minuten, die Redezeit pro Redner sieben Minuten.

## Ablauf einer BPS-Debatte
| Regierung            | Opposition           |
| -------------------- | -------------------- |
| Eröffnendes Team     |                      |
| 1. Redner, 3. Redner | 2. Redner, 4. Redner |
| Schließendes Team    |                      |
| 5. Redner, 7. Redner | 6. Redner, 8. Redner |

### Redner und Juroren
In einer BPS-Debatte streiten vier Teams à zwei Redner um den Sieg, jeweils zwei auf jeder Seite. Die beiden Teams einer Seite streiten sich zwar nicht und das schließende Team darf dem Eröffnenden der eigenen Seite auch grundsätzlich nicht widersprechen (Dolchstoß), die Teams konkurrieren fraktionsintern aber ebenso miteinander wie mit den Teams der anderen Fraktion. Man kann sie als Koalitionspartner denken, die sich jeweils ein eigenes Profil erarbeiten wollen. Sie ziehen zwar am selben Strang, aber möglichst stärker als die Kollegen. Welches der vier Teams welche der vier Positionen einnimmt wird – wie in jedem Format des Debating – ausgelost. Die Jury (engl. (adjudication) panel), die neutral über Sieg und Niederlage entscheidet, sollte aus mindestens drei Juroren bestehen. Im regulären Clubbetrieb kommt jedoch oft nur ein Juror zum Einsatz, in den Finals großer Turniere hingegen bis zu neun. Ein Hauptjuror fungiert als Präsident der Debatte. Er hat während der Debatte die Funktion eines Schiedsrichters und moderiert nach der Debatte die Entscheidungsfindung.

### Thema und Vorbereitung
Am Beginn der Debatte steht das Thema (engl. motion), das im Clubbetrieb oft von den Teilnehmern gewählt wird, auf Turnieren jedoch von den Chefjuroren festgelegt und verkündet wird. Die Formulierung des Themas folgt traditionell dem Schema „Dieses Haus...“, z. B. „Dieses Haus würde den Mindestlohn einführen“. Themen können sehr offen sein und somit der eröffnenden Regierung viel Spielraum lassen (z. B. „Diese Haus würde den verlorenen Sohn wieder wegschicken“), sind jedoch in der Regel recht genau definiert (z. B. „Dieses Haus würde den Eltern von Schulschwänzern das Kindergeld kürzen“). Nach der Wahl bzw. Bekanntgabe des Themas haben die vier Teams 15 Minuten Zeit, sich getrennt voneinander und ohne elektronische Hilfsmittel auf die Debatte vorzubereiten.

### Die Debatte
Jeder Redner hat sieben Minuten Redezeit zur Verfügung. Zwischen der ersten und der letzten Minute dürfen die vier Redner der gegnerischen Fraktion durch Aufstehen kurze Zwischenfragen (engl. points of information) anbieten, von denen der Redner mindestens eine annehmen und beantworten soll. Über die Einhaltung der Redezeit wacht der als Präsident fungierende Hauptjuror der Debatte.
Der erste Redner der eröffnenden Regierung, Premierminister genannt, stellt einen konkreten Antrag gemäß dem verbindlichen Thema. Das bedeutet, dass er eine möglichst genau bestimmte Maßnahme (engl. policy) vorschlägt bzw. eine vom Thema vorgegebene These vertritt. Dieser Antrag ist nun Gegenstand der Debatte, den die Vertreter von Regierung und Opposition in ihren Reden befürworten bzw. ablehnen. Alle Redner bringen zu diesem Zweck eigene Argumente in die Debatte ein und setzten sich auch mit den Argumenten der Gegenseite auseinander. Dies gilt auch für den jeweils ersten Redner der schließenden Teams, während die beiden Schlussredner (engl. whips) ohne grundsätzlich neue Argumente die Debatte aus ihrer Sicht zusammenfassen.

### Bewertungskriterien und Feedback
Nach der Debatte legen die Juroren unter Leitung des Hauptjurors in nicht-öffentlicher Diskussion eine Rangfolge der Teams von eins bis vier fest und vergeben (im Clubbetrieb nicht notwendigerweise) auch Einzelrednerpunkte. Der Ansatz beim Vergleich der vier Teams ist ein holistischer und orientiert sich an den vom Regelwerk definierten Aufgaben der Teams. Dabei steht zwar der Inhalt (engl. matter) der Reden im Vordergrund, jedoch wird davon ausgegangen, dass dieser Inhalt nicht unabhängig von dessen strategischem Einsatz in der Debatte (engl. method) und der rhetorischen Form (engl. manner) beurteilt werden kann. Ein Argument ist nur so gut, wie es ausgeführt und erklärt wird und im Kontext des Teams zur Geltung kommt. Die Einzelrednerpunkte werden von den Juroren auf einer Skala von 50 bis 100 vergeben, wobei 75 Punkte als Durchschnitt gelten und in der Regel die weitaus meisten Reden zwischen 70 und 80 Punkte erhalten. Ist ein Ergebnis gefunden, wird dieses den Rednern der Debatte mitgeteilt und begründet. Dies sollte, wenn möglich, mit konstruktiven Hinweisen zur Verbesserung verbunden sein.

## Turnierbetrieb
Auf Turnieren im British Parliamentary Style werden zunächst zwischen drei und neun Vorrunden ausgetragen, an denen alle Teams des Turniers teilnehmen. Nach jeder Vorrundendebatte erhalten die Teams gemäß ihren Platzierungen drei, zwei, einen bzw. null Teampunkte. Die Summe der Teampunkte entscheidet über die Rangfolge der Teams im Team-Tab. Die nach Team-Tab besten Teams erreichen die im K.-o.-System ausgetragenen Finalrunden (engl. break rounds) Neben dem Team-Tab wird auch ein Speaker-Tab geführt, also eine Rangliste aller Einzelredner. Die Summe der Einzelrednerpunkte eines Teams dient bei Gleichstand nach Teampunkten als Tie-Breaker.
Welche Teams in der ersten Vorrunde aufeinandertreffen, entscheidet der Zufall. In Runde zwei tritt dann das Power-Pairing in kraft, es begegnen sich also Teams mit gleicher Teampunktzahl. Dieses Verfahren führt dazu, dass tendenziell gleich starke Teams gegeneinander debattieren. Die Tabbing-Software, die die Setzung der Debatten optimiert, achtet zudem darauf, dass alle Teams möglichst alle vier Positionen gleich oft bestreiten müssen.

## Die Aufgaben der einzelnen Redner
1. Premierminister: Konkretisierung des Themas im Antrag. Dieser besteht aus der Problemdarstellung, der Ursachenbeschreibung, dem Plan der Regierung und der Beschreibung der Konsequenzen der Planausführung. Der Plan muss eine Änderung des Status quo beinhalten und durch eine Parlamentsentscheidung umsetzbar sein. Ausblick auf Punkte des stellvertretenden Premierministers.
2. Oppositionsführer: Darstellung eines grundlegenden Gegenstandpunktes zum Vorschlag der Regierung. Die Gegenposition muss sich nicht gegen das Grundproblem richten, sondern kann auf jeden Teil des Regierungsantrags bezogen sein. Es kann auch ein Oppositionsplan zur Problemlösung vorgeschlagen werden. Ausblick auf Punkte des stellvertretenden Oppositionsführers.
3. Stellvertretender Premierminister: Untermauern des Standpunktes der Eröffnenden Regierung, d. h. vertiefendes Darstellen der Antragsteile und Einbringen neuer Argumente. Wichtig: Eingehen auf Vorredner der Gegenseite in Gegenargumentation.
4. Stellvertretender Oppositionsführer: Untermauern des Gegenstandpunktes der Eröffnenden Opposition, d. h. vertiefende Darstellung und Einbringen neuer Argumente. Wichtig: Eingehen auf Vorredner der Gegenseite in Gegenargumentation.
5. Mitglied der Regierung: Weiterführen der Debatte im Sinne des Regierungsantrags. Unbedingt: Einführung eines gewichtigen neuen Arguments und/oder einer Erweiterung, d. h. eines Unterantrags, der dem Regierungsantrag einen neuen Aspekt hinzufügt und optimalerweise während der Debatte aufgetretene kritische Punkte behebt. Wichtig: Eingehen auf Gegenseite.
6. Mitglied der Opposition: Weiterführen der Debatte im Sinne des Oppositionsstandpunktes. Unbedingt: Einführung eines gewichtigen neuen Arguments und/oder einer Erweiterung, d. h. eines Unterantrags, der dem Oppositionsplan einen neuen Aspekt hinzufügt und optimalerweise während der Debatte aufgetretene kritische Punkte behebt. Wichtig: Eingehen auf Gegenseite.
7. Einpeitscher der Regierung: Zusammenfassen der Debatte aus Regierungssicht. Kernthesen und Argumente herausfiltern. Nachdrücklich und leidenschaftlich für Plan inkl. Erweiterung werben. Keinesfalls neue Argumente einbringen. Dennoch wichtig: Eingehen auf Vorredner der Gegenseite.
8. Einpeitscher der Opposition: Zusammenfassen der Debatte aus Oppositionssicht. Kernthesen und Argumente herausfiltern. Nachdrücklich und leidenschaftlich für Gegenstandpunkt inkl. Erweiterung werben. Keinesfalls neue Argumente einbringen. Dennoch wichtig: Eingehen auf Vorredner der Gegenseite.